# Діонісій (Порубай)
Митрополит Діонісій (у миру Петро Миколайович Порубай; нар. 1 жовтня 1975, Рязань) — архієрей Російської православної церкви, митрополит Воскресенський, вікарій патріарха Московського, керуючий Центральним вікаріатством Москви, митрополит Омський і Таврійський. Перший вікарій патріарха Московського. Керуючий справами Московської патріархії, постійний член Синоду РПЦ. Голова Загальноцерковної дисциплінарної комісії. Відомий своєю пропагандою кремлівської ідеології та концепції «русского мира».
З 2006 року викладав у Рязанській духовній семінарії курс «Історія Стародавньої церкви».
4 листопада 2006 року висвячений в ієромонаха архієпископом Рязанським і Касимовським Павлом (Пономаревим).
У 2007—2009 роках — керівник церковно-історичної експедиції при Рязанській єпархії.
11 червня 2009 року заочно закінчив Московську духовну академію.
6 жовтня 2011 року рішенням синоду Російської православної церкви обраний правлячим архієреєм новоствореної Касимовської єпархії з титулом «Касимовський та Сасовський». Зазначав у зв'язку із призначенням: «Я не міг припустити, що мені доведеться покинути Богословський монастир. Я прожив у монастирі дванадцять років, сподіваючись, що доведеться закінчити свої дні тут». 9 жовтня в Іоанно-Богословському монастирі села Пощупово Рязанської області митрополитом Рязанським та Михайлівським Павлом (Пономаревим) зведений у сан архімандрита. 25 листопада в робочій Патріаршій резиденції в Чистому провулку відбулося наречення архімандрита Діонісія в єпископа Касимовського. 27 листопада в соборі Різдва Пресвятої Богородиці Зачатівського ставропігійного жіночого монастиря Москви відбулася його єпископська хіротонія в єпископа Касимовського і Сасовського, яку звершили: патріарх Кирило, митрополит Саранський і Мордовський Варсонофій (Судаков), митрополит Павло (Пономарьов) й інші. 7 грудня прибув до місця свого служіння в Касимов.

## Санкції
У грудні 2024 року СБУ запровадила проти Порубая та низки його колег санкції. За даними слідства, вони сприяли захопленню храмів на тимчасово окупованих територіях України.